# Earth, Wind & Fire
Earth, Wind & Fire  és una banda estatunidenca de música soul, disco, R&B, funk, jazz i rock. Són un dels grups que han tingut més èxit públicament i críticament al segle 20. Rolling Stone els ha descrit com "innovadors, precisos però sensuals, calculats però animats" i també van declarar que la banda "ha canviat el so del pop negre".
També coneguda com a EWF, la banda va ser fundada a Chicago per Maurice White el 1969. S'hi han afegit Philip Bailey, Verdine White, Ralph Johnson, Larry Dunn, i Al McKay al grup. La banda ha estat nominada 20 vegades pel Premi Grammy; en van guanyar sis com a grup i dos indiviudualment, Maurice White i Bailey. Earth, Wind & Fire tenen 12 nominacions dels Premis de Música Americana i quatre premis. Han estat introduïts al Rock and Roll Hall of Fame i al Vocal Group Hall of Fame, van rebre una estrella al Passeig de la Fama de Hollywood, venent més de 90 milions d'àlbums a tot el món. Cinc membres d'Earth, Wind & Fire també van ser introduïts al Saló de la Fama dels Compositors: Maurice White, Philip Bailey, Verdine White, Larry Dunn i Al McKay. La indústria de música i els fans els han atorgat el Premi d'Èxits des de l'American Society of Composers, Authors and Publishers (Rhythm & Soul Heritage Award – 2002), NAACP (Saló de la fama – 1994) i els Premis BET (Premi d'Èxits – 2002).

## Discografia principal
- 1971: Earth, Wind & Fire
- 1972: The Need of Love
- 1973: Head to the Sky
- 1974: Open Our Eyes
- 1975: That's the Way of the World
- 1976: Spirit
- 1977: All 'n All
- 1979: I Am
- 1980: Faces
- 1981: Raise!
- 1983: Powerlight
- 1983: Electric Universe
- 1987: Touch the World
- 1990: Heritage
- 1993: Millennium
- 1997: In the Name of Love
- 2003: The Promise
- 2005: Illumination
- 2013: Now, Then & Forever

## Guardons
Nominacions
- 2006: Grammy al millor àlbum de R&B